# 1536
1536. је била проста година.

## Догађаји

### Фебруар
- 2. фебруар — Шпански истраживач Педро де Мендоза на ушћу реке Ла Плата основао град Буенос Ајрес.

### Датум непознат
- Википедија:Непознат датум — Започео Шести италијански рат

## Смрти

### Јануар
- 7. јануар — Катарина Арагонска, прва од шест жена енглеског краља Хенрија VIII.

### Фебруар
- 15. март — Ибрахим-паша Паргалија, велики везир Османског царства у време Сулејмана Величанственог

### Април
- 19. мај — Ана Болен , енглеска краљица